# Chonocephalus assimilis
Chonocephalus assimilis är en tvåvingeart som beskrevs av Borgmeier och Prado 1975. Chonocephalus assimilis ingår i släktet Chonocephalus och familjen puckelflugor. Inga underarter finns listade i Catalogue of Life.